# Грандисон, Кэтрин
Кэтрин Грандисон (англ. Catherine Grandison, ок. 1304 — 23 ноября 1349) — английская аристократка, в браке графиня Солсбери, известная благодаря своим отношениям с королём Англии Эдуардом III. По одной из версий, в её честь был учреждён Орден Подвязки. Дочь Уильяма де Грандисона, 1-го барона Грандисона, и Сибиллы де Трего, жена Уильяма Монтегю, 1-го графа Солсбери, примерно с 1320 года.
Детьми Кэтрин и Уильяма были:
- Элизабет (родилась до 1325), жена Жиля Бэдлсмира, 2-го барона Бэдлсмира, Хью ле Диспенсера, барона ле Диспенсера, и Ги де Бриана, барона Бриана;
- Уильям (1328—1397), 2-й граф Солсбери;
- Сибилла (1329 — после 1371), жена сэра Эдмунда Арундела;
- Джон (1330—1390), 1-й барон Монтегю, отец Джона Монтегю, 3-го графа Солсбери;
- Филиппа (1332—1381), жена Роджера Мортимера, 2-го графа Марча;
- Агнес, жена Джона Грея, сына Роджера Грея, 1-го барона Грея из Ратина;
- Алиса, жена Ральфа Добене, сына Гелиаса Добени, 1-го барона Добене.

По слухам, король Эдуард III был так влюблен в графиню, что в 1341 году изнасиловал её и, согласно «Истинным хроникам Жана ле Бель», «оставил её… без сознания с кровотечением из носа, рта и других мест». Этому инциденту посвящена пьеса елизаветинской эпохи «Эдуард III». В пьесе отец неназванной графини — граф Уорик.
Примерно в 1348 году Эдуард III основал Орден Подвязки. По словам Жана Фруассара, он сделал это после инцидента на балу, когда «графиня Солсберийская» уронила подвязку, а король поднял её. Предполагается, что речь идёт либо о Кэтрин, либо о Джоанне Кентской.